# Municipio de Wheeling (Illinois)
El municipio de Wheeling (en inglés: Wheeling Township) es un municipio ubicado en el condado de Cook en el estado estadounidense de Illinois. En el año 2010 tenía una población de 153630 habitantes y una densidad poblacional de 1.648,01 personas por km².

## Geografía
El municipio de Wheeling se encuentra ubicado en las coordenadas 42°6′35″N 87°56′40″O / 42.10972, -87.94444. Según la Oficina del Censo de los Estados Unidos, el municipio tiene una superficie total de 93.22 km², de la cual 92.91 km² corresponden a tierra firme y (0.34%) 0.31 km² es agua.

## Demografía
Según el censo de 2010, había 153630 personas residiendo en el municipio de Wheeling. La densidad de población era de 1.648,01 hab./km². De los 153630 habitantes, el municipio de Wheeling estaba compuesto por el 81.36% blancos, el 1.43% eran afroamericanos, el 0.35% eran amerindios, el 8.86% eran asiáticos, el 0.02% eran isleños del Pacífico, el 6.12% eran de otras razas y el 1.85% pertenecían a dos o más razas. Del total de la población el 15.11% eran hispanos o latinos de cualquier raza.